# Зонтхајм ан дер Бренц
Зонтхајм ан дер Бренц (њем. Sontheim an der Brenz) општина је у њемачкој савезној држави Баден-Виртемберг. Једно је од 11 општинских средишта округа Хајденхајм. Према процјени из 2010. у општини је живјело 5.554 становника. Посједује регионалну шифру (AGS) 8135031.

## Географски и демографски подаци
Зонтхајм ан дер Бренц се налази у савезној држави Баден-Виртемберг у округу Хајденхајм. Општина се налази на надморској висини од 445 метара. Површина општине износи 28,9 km². У самом мјесту је, према процјени из 2010. године, живјело 5.554 становника. Просјечна густина становништва износи 192 становника/km².

## Међународна сарадња
| Мјесто | Држава    | Врста сарадње | Од    |
| ------ | --------- | ------------- | ----- |
|        | Француска | партнерство   | 1993. |
| Извор  |           |               |       |